# ولز فارگو سنتر میامی
ولز فارگو سنتر میامی، (به انگلیسی: Wells Fargo Center) آسمان‌خراش ۴۷ طبقه به ارتفاع ۱۹۷ متر، با کاربری اداری-تجاری است، که در شهر میامی، فلوریدا، ایالات متحده آمریکا مستقر می‌باشد. پروژه ساخت این ساختمان در سال ۲۰۰۶ آغاز شد و در سال ۲۰۰۹ تکمیل و در سال ۲۰۱۰ افتتاح گردید. شعبه مرکزی ولز فارگو ایالت فلوریدا در این ساختمان مستقر می‌باشد.

## نگارخانه

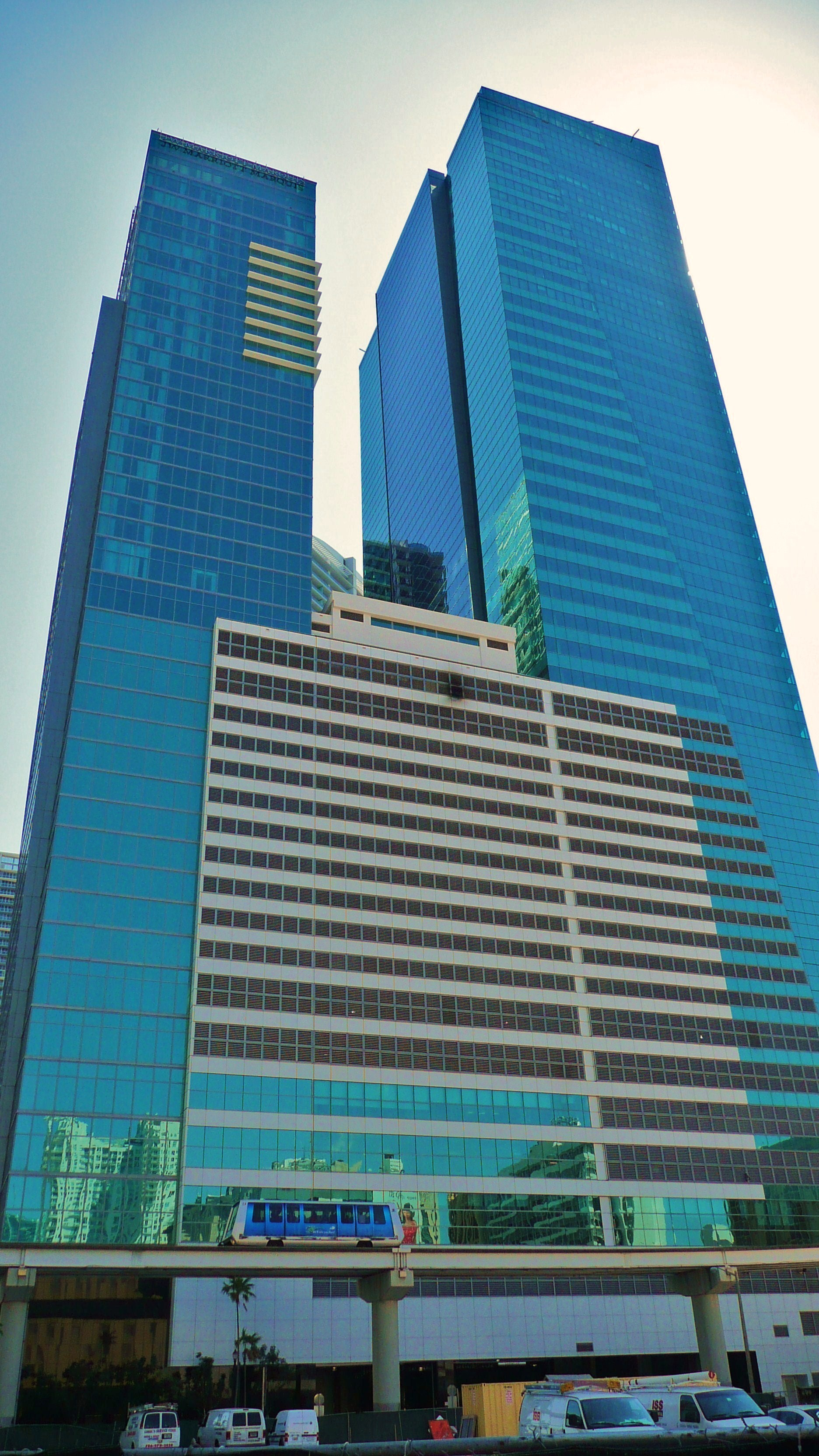
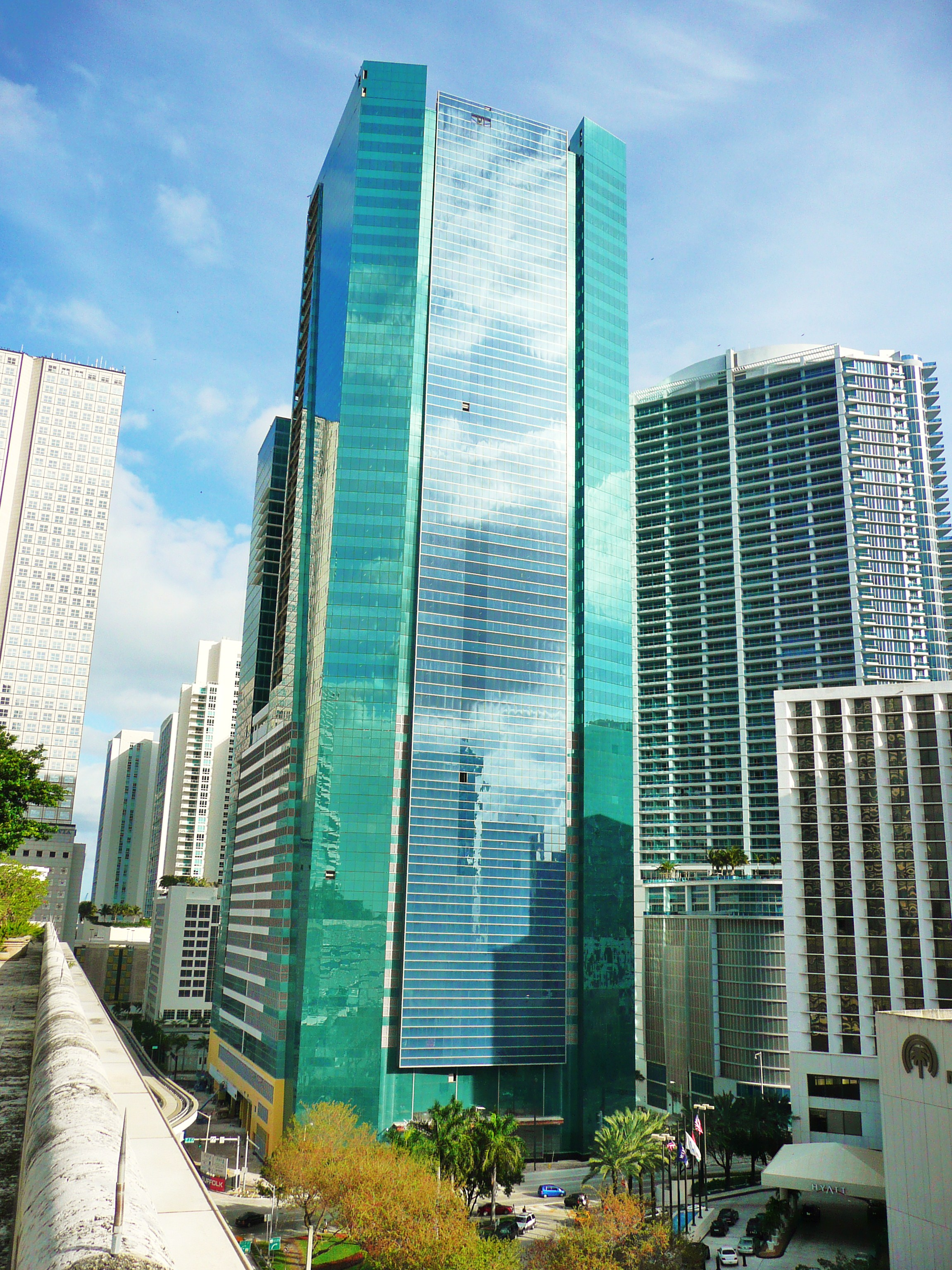
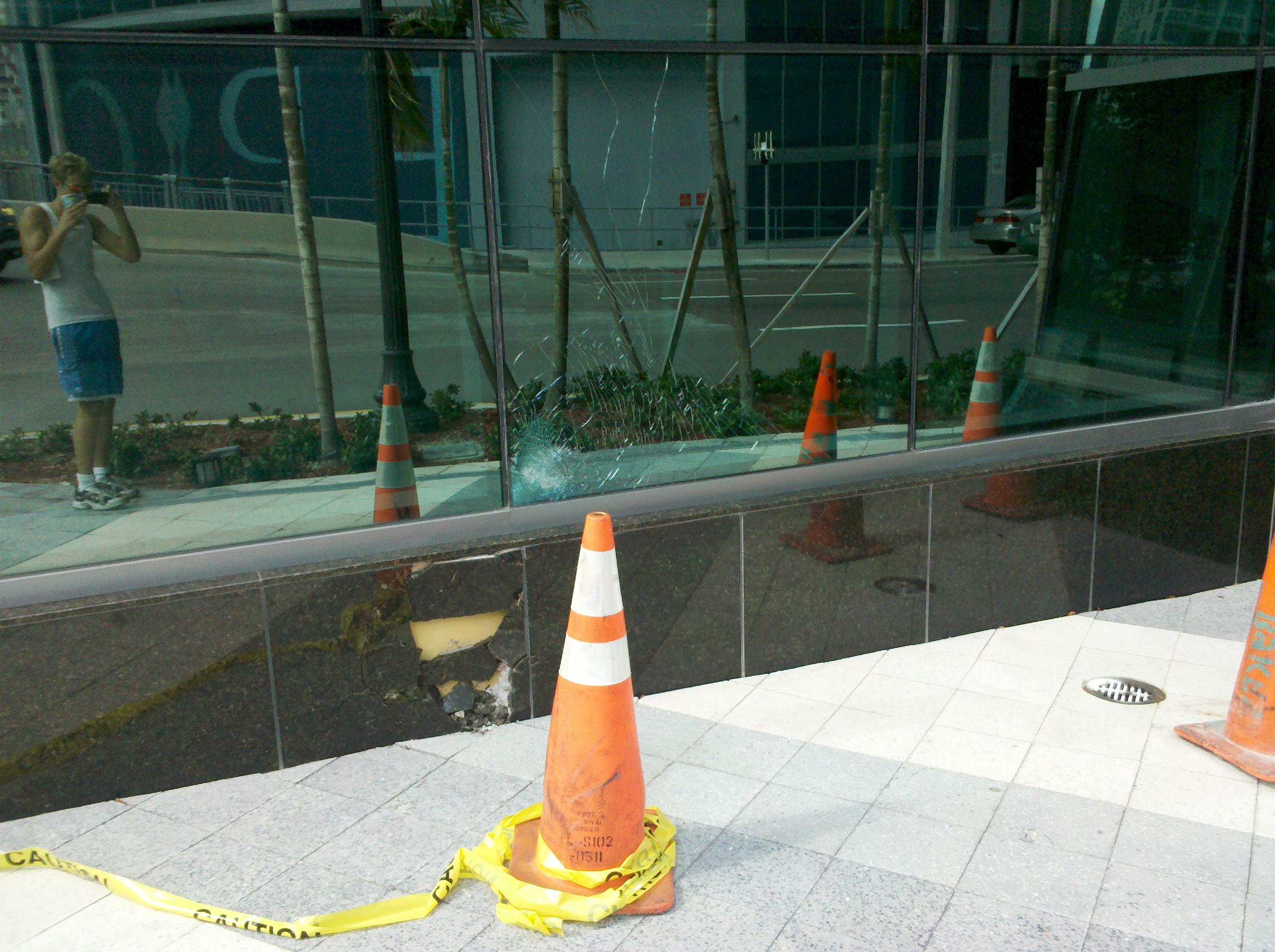
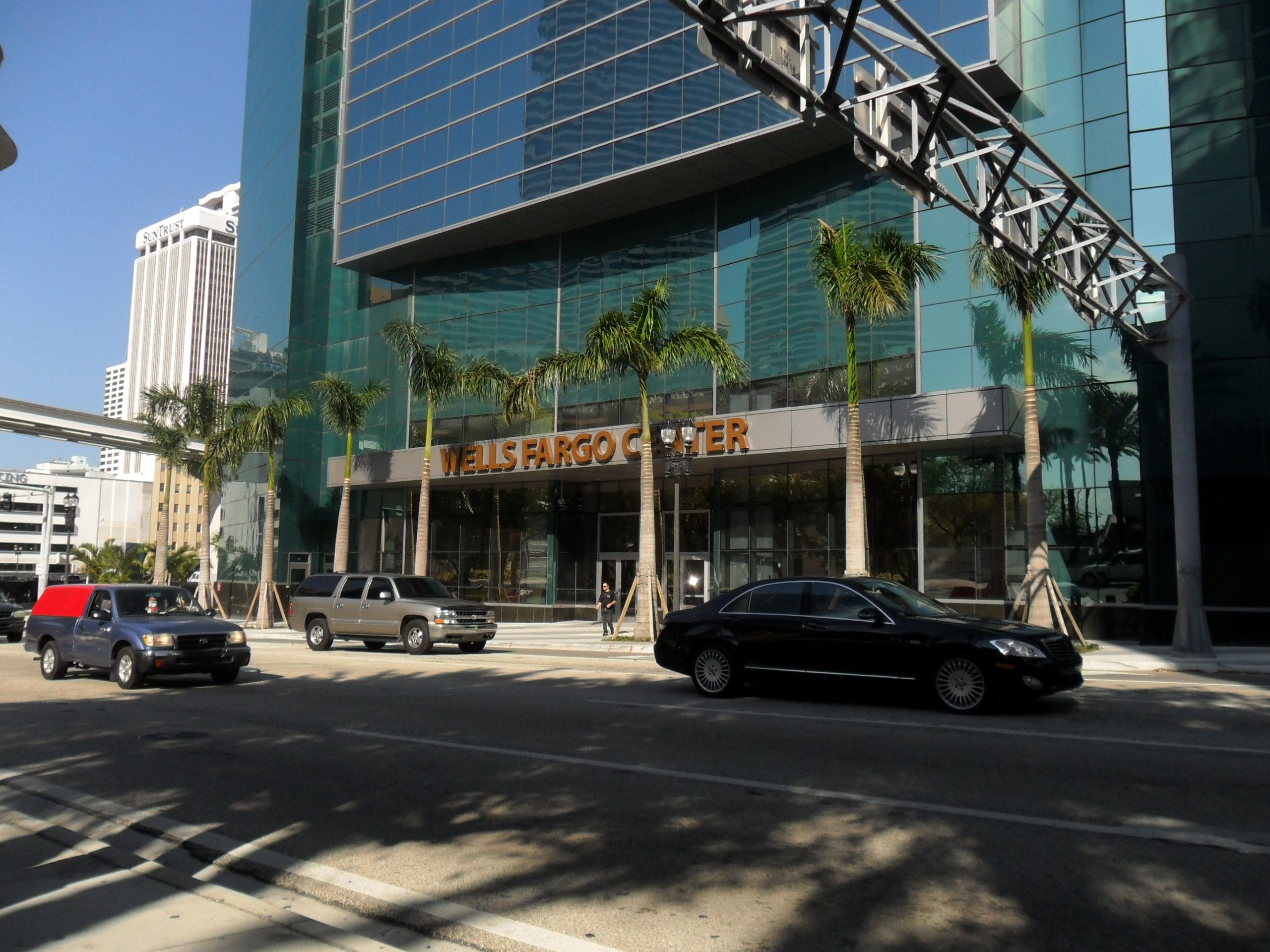